# SYNCRIP
SYNCRIP‏ (Synaptotagmin binding cytoplasmic RNA interacting protein) هوَ بروتين يُشَفر بواسطة جين SYNCRIP في الإنسان.